# TT376
La tombe thébaine TT 376 est située à Dra Abou el-Naga, dans la nécropole thébaine, sur la rive ouest du Nil, face à Louxor en Égypte.
C'est la sépulture d'un inconnu à la XVIIIe dynastie.